# 5160 Camoes
För andra betydelser, se Camoes.
5160 Camoes eller 1979 YO är en asteroid i huvudbältet som upptäcktes den 23 december 1979 av den belgiske astronomen Henri Debehogne och den brasilianske astronomen Edgar Rangel Netto vid La Silla-observatoriet. Den är uppkallad efter den portugisiske författaren Luís de Camões.
Asteroiden har en diameter på ungefär 5 kilometer.